# Kiriko Nananan
Kiriko Nananan (魚喃 キリコ, Nananan Kiriko) est une mangaka japonaise née le 14 décembre 1972 à Tsubame. Son œuvre, dont Blue pourrait être l'élément emblématique, traite essentiellement des tourments de la jeunesse japonaise et est parfois associée à la Nouvelle Manga.

## Présentation
Née en 1972 à Tsubame, Kiriko Nananan commence à publier en 1993 dans la revue Garo. Ses histoires courtes, consacrées souvent aux tourments des jeunes femmes japonaises (amour, sexe, désillusions, dépression, etc..) dans la société contemporaine,, sont reprises en album à partir de 1996 par la petite maison d'édition Magazine House. En 1996, elle publie dans Comic Are sa première histoire longue, Blue, consacrés aux émois de deux adolescentes. Cet album lui vaut une certaine reconnaissance publique et critique, ainsi que sa première adaptation au cinéma, en 2001. Le style de cette auteure est minimaliste, son trait est épuré et aérien.
En France, son œuvre, soutenue par Frédéric Boilet, paraît dans la collection Sakka des éditions Casterman, où sept de ses albums japonais sont repris entre 2004 et 2010. L'album Blue, édité par Casterman dès 2004, est réédité par cette même maison d'édition en 2018,.

## Publications en France
- Blue, Casterman, coll. « Sakka », 2004.
- Every Day (Kabocha to Mayonnaise), Casterman, coll. « Sakka », 2005.
- Strawberry Shortcakes, Casterman, coll. « Sakka », 2006.
- Amours blessantes (Itaitashii LOVE), Casterman, coll. « Sakka », 2008.
- Rouge Bonbon (Candy No Iro Wa Aka), Casterman, coll. « Sakka », 2008.
- Water, Casterman, coll. « Sakka », 2009.
- Fragments d'amour, Casterman, coll. « Sakka », 2010.

## Adaptations cinématographiques
- Blue, par Hiroshi Ando, 2001.
- Strawberry Shortcakes (2006)

## Récompenses
- 2008 : Prix de l'École de l'image au festival d'Angoulême 2008[3],[6].

### Documentation
- Patrick Gaumer, « Nananan, Kiriko », dans Dictionnaire mondial de la BD, Paris, Larousse, 2010 (ISBN 9782035843319), p. 625-626.
- Anne Lecomte, « Strawberry Shortcake », dans Manga 10 000 Images no 3, Versailles : Éditions H, septembre 2010, p. 214-215.